# Procleomenes elongatithorax
Procleomenes elongatithorax är en skalbaggsart som beskrevs av J. Linsley Gressitt och Yves Rondon 1970. Procleomenes elongatithorax ingår i släktet Procleomenes och familjen långhorningar.
Artens utbredningsområde är Laos. Inga underarter finns listade i Catalogue of Life.